# Vino, mujeres y canciones
Vino, mujeres y canciones, (Wein, Weib und Gesang en alemán), Op. 333, es un vals de Johann Strauss (hijo).
Fue compuesto el 2 de febrero de 1869, con motivo del carnaval Narrenabend celebrado en la Dianabad-Saal de Viena, para la Wiener-Verein Mannergesang (Asociación Coral Masculina de Viena), con dedicatoria al director de la misma, Johann Herbeck.
El vals lleva el título de la expresión alemana de júbilo Wein, Weib und Gesang, y que hace referencia al lema Quien no ama al vino, las mujeres y las canciones, será un tonto toda su vida.

vals 1